# 贝尔基达
贝尔基达（義大利語：Berchidda），是意大利撒丁大区薩薩里省的一个市镇。总面积201.88平方公里，人口2943人，人口密度14.6人/平方公里（2009年）。ISTAT代码为104006。